# Praktijkgemeenschap
Een praktijkgemeenschap (het Engelse begrip Community of Practice, afgekort CoP, wordt in het Nederlands ook veel gebruikt) is een praktijkgerichte gemeenschap van personen die aanverwante vraagstukken en opgaven met elkaar uitwisselen teneinde hiervan te leren. De term heeft niet dezelfde betekenis als het begrip werkgemeenschap. In het vinden van oplossingen fungeert een praktijkgemeenschap in vergaande mate zelfgeorganiserend.

## Geschiedenis
De term Community of Practice/praktijkgemeenschap werd in 1991 door Jean Lave en Étienne Wenger gemunt. Zij plaatsten leren in een context van sociale relaties. Daarbij toonden zij aan dat voor kennisverwerving –naast structuren of modellen– in het bijzonder de deelname aan een gemeenschap waarin de kennis geconstrueerd wordt bepalend is.
Wenger bakent de praktijkgemeenschap af van andere vormen van sociale coöperatie, waaronder netwerken.
In 1998 verruimde Etienne Wenger in zijn publicatie Communities of Practice: Learning, Meaning, and Identity het concept praktijkgemeenschap naar organisatieontwikkeling en definieerde daarmee een nieuw ontwikkelingszwaartepunt. Dit boek kan niet primair beschouwd worden als praktisch naslagwerk voor organisatieontwikkeling. Veeleer nam Wenger de theoretische fundering van het concept ter hand, alsmede de generieke basis voor het begrijpen van het concept. Niettemin bevinden zich ook praktijkgemeenschappen buiten organisaties, bijvoorbeeld in digitaal georiënteerde werkgemeenschappen. De praktijkgemeenschap wordt heden ten dage gezien in de engere definitie van online-community’s en kennismanagement en is hiermee een belangrijke mogelijkheid voor de vorming van sociaal kapitaal. Het begrip kennismanagement wordt door de auteurs die gepubliceerd hebben over praktijkgemeenschappen kritisch geanalyseerd. Volgens onder meer Laut en Wenger is het managen of beheren van kennis niet mogelijk, omdat kennis zich evenals de vorming van praktijkgemeenschappen niet (uitsluitend) door een top-downordening of door systematische inrichtingsprocessen laat implementeren. Derhalve verkiezen deze auteurs de begrippen ‘gardening’ (tuinieren) en ‘nurturing’ (verzorgen).

## Kenmerken
Wenger definieerde een lijst van criteria die zijn idee van praktijkgemeenschappen afbakenen en waarmee deze identificeerbaar zijn. De leden nemen deel aan een gemeenschappelijke opgave (enterprise), bouwen aan een gedeelde verzameling hulpmiddelen (shared repertoire of tools), participeren in een gemeenschappelijke praxis en onderhandelen over de werkwijzen, de externe vertegenwoordiging van de leden, over leren als het uitbouwen van identiteit (in tegenstelling tot en aanvullend op feitenkennis) en over normen bijvoorbeeld met betrekking tot taalgebruik.
In de praxis worden opgaven voor de doorontwikkeling van de groep maar ook voor de afzonderlijke individuen waargenomen, aangezien de gemeenschap ontstaan is vanuit een specifieke reden of behoefte. Voorbeelden hiervan zijn kennisuitwisseling over de reparatiemethodes van kopieerapparaten die niet in handleidingen vindbaar zijn, alsook informatie-uitwisseling over relatienetwerken.
Praktijkgemeenschappen bezitten de volgende kenmerken:
- Gedeelde historische wortels
- Verwante opgaven
- Focus op een gezamenlijk doel of behoren tot een institutie
- Werken binnen dezelfde omstandigheden
- Gemeenschappelijke leden
- Het delen van artefacten
- Het bezitten van geografische relaties van nabijheid of interactie
- Overlappende stijlen of vertogen
- Concurrentie om dezelfde middelen
- Duurzame wederkerige relaties – harmonieus of conflictueus
- Afwezigheid van inleidende preambules, alsof de gesprekken en interacties de voortzetting zijn van een doorlopend proces
- Uiterste vlugge opstart van het bespreken van een probleem
- Weten wat anderen weten, wat zij kunnen doen en hoe zij kunnen bijdragen aan een opgave
- Specifieke hulpmiddelen, representaties en andere artefacten
- Gemeenschappelijke overgeleverde kennis, gedeelde verhalen, inside jokes, bekendheid met gelach, jargon en afkortingen die de communicatie vergemakkelijken

## Opbouw
Een praktijkgemeenschap bezit doorgaans een structuur waarbinnen de personen niet een vastomlijnde rol toegewezen krijgen zoals via een organogram. Gemeenschapsleden verwerven een rol op grond van hun werkvermogen en de aanvaarding of afwijzing door andere leden. In de context van praktijkgemeenschap wordt in plaats van ‘rol´ veelal gesproken over ´identiteit´. Op basis van communicatieprocessen ontstaan er actieve en minder actieve gemeenschapsleden, moderatoren en experts. Moderatoren dienen niet voorgesteld te worden als gefixeerde posities in het netwerk van de praktijkgemeenschap, maar eerder als situatieafhankelijk onderhandelde functies binnen de gemeenschap. Bovendien kunnen er subgroepen ontstaan of externe personen als gast worden betrokken.

## Fasen
Vijf fasen kenmerken de ontwikkeling van een praktijkgemeenschap:
1.	De eerste fase (Potentieel) wordt gekarakteriseerd door één of meerdere personen, die een bepaalde thematiek aannemen
2.	De tweede fase (Samenkomst) is gericht op de vorming van een basisstructuur, waardoor de doelen, opgaven en communicatielijnen gedefinieerd worden
3.	In de derde fase (Rijping) begint het eigenlijke werk van de gemeenschap: kennisopbouw en –uitwisseling. Naargelang de activiteit toeneemt stijgt ook het aantal leden. Voortdurend worden doelen, opgaven en communicatielijnen beoordeeld en aangepast aan de behoeftes van de leden
4.	Een vierde fase (Rentmeesterschap) begint wanneer voor de meerderheid van de leden een aanvaardbare situatie bereikt is en er geen nood is aan verdere activiteiten. In dat geval daalt de hoeveelheid ingebrachte informatie in vergelijking met de hoeveelheid geraadpleegde informatie
5.	In de vijfde en laatste fase (Transformatie) verliest de praktijkgemeenschap steeds meer aan gewicht als centraal informatieknooppunt, doordat er uitwisseling plaatsvindt via andere bronnen of doordat het onderwerp minder belangrijk is geworden
De fasen hoeven niet noodzakelijkerwijs doorlopen te worden. De faseopbouw is door Wenger, Snyder en McDermott gegeneraliseerd uit verscheidende gevalsstudies  om een raamwerk te bieden voor de ondersteuningsbehoefte van praktijkgemeenschappen.

## Instandhouding
In afbakening met kennismanagement hebben Wenger, Snyder en McDermott het concept van instandhouding van praktijkgemeenschappen uitgewerkt. Dit zou de fasetypische problemen van een praktijkgemeenschap kunnen verhelpen.
- Ontwerp voor evolutie: gestage verandering is noodzakelijk, waaronder aanpassing aan nieuwe leden, invoering van nieuwe leden, verandering van middelen, verandering van vertoogtradities, verandering van probleemsituaties van leden en verandering in de structuur van de praktijkgemeenschap
- Open een dialoog tussen inwendige en uitwendige perspectieven: de uitruil met de omgeving en de actieve onderhandeling van betekenis in de ´arena´ van de praktijkgemeenschap vormen een hoofdreden waarom mensen zich aansluiten bij een praktijkgemeenschap
- Organiseer verschillende deelnameniveaus: Enkel een harde kern zorgt niet voor een gedragen praktijkgemeenschap, er is een nieuwe generatie leden nodig die posities kan invullen.
- Ontwikkel zowel publieke als private ruimtes: Ook wanneer de praktijkgemeenschap vaak zelf in ´organisationeel onderleven´ (organizational underlife) gesitueerd is, zijn er ook hier domeinen waarin subgroepen bijeenkomen die onderwerpen buiten de eigenlijke agenda bediscussiëren en waarin persoonlijke probleemsituaties en meningsverschillen besproken kunnen worden zonder dat dit in het ´plenum’ aan de orde hoeft te komen. Spanningen blijven onder bepaalde omstandigheden bestaan wanneer zulke problemen niet buiten de ´officiële bühne´ opgelost kunnen worden. Dikwijls vormen deze nevenvergaderingen ook de ontstaansplek voor nieuwe onderwerpen voor de praktijkgemeenschap, die vervolgens in een andere samenstelling behandeld kunnen worden
- Focus op waarde: De zekerstelling van kwaliteit is voor praktijkgemeenschappen belangrijk. Dit betreft enerzijds de instandhouding van de gemeenschap op metaniveau, en anderzijds de bijdrage aan ´gesitueerde onderhandeling van betekenis’ (situated negotiation of meaning)
- Combineer vertrouwdheid en opwinding: Praktijkgemeenschap gedijen bij een combinatie van routinematige praktijken en een frisse wind
- Schep een ritme voor de gemeenschap: Een regelmaat aan verschillende activiteiten dragen bij aan het voortbestaan en aan een goed werkklimaat binnen de praktijkgemeenschap